# Snorre Ruch
Snorre Westvold Ruch (ur. 21 stycznia 1972 w Trondheim), znany również jako Blackthorn, Pedophagia oraz S.W. Krupp – norweski muzyk, kompozytor, wokalista, multiinstrumentalista, inżynier dźwięku oraz producent muzyczny, a także grafik i fotograf. Snorre Ruch znany jest przede wszystkim z wieloletnich występów w grupie muzycznej Thorns, której był współzałożycielem. W latach 1992–1993 był gitarzystą zespołu Mayhem, posługiwał się wówczas pseudonimem Blackthorn. Ruch współpracował ponadto z zespołami Satyricon, Slagmaur i The 3rd and the Mortal. Jako grafik pracował pod pseudonimem Fernander F. Flux m.in. dla zespołu Darkthrone.
W latach 1993–1998 odbył karę pozbawienia wolności za towarzyszenie Vargowi Vikernesowi w trakcie zamordowania lidera zespołu Mayhem - Øysteina "Euronymousa" Aarsetha.

## Wybrana dyskografia
- Mayhem – De Mysteriis Dom Sathanas (1994, Deathlike Silence Productions)
- Satyricon – Rebel Extravaganza (1999, Moonfog Productions, gościnnie)
- Thorns – Thorns (2001, Moonfog Productions)
- Darkthrone – Plaguewielder (2001, Moonfog Productions, oprawa graficzna, zdjęcia)
- The 3rd and the Mortal – Memoirs (2002, Voices Of Wonder Records, gościnnie)
- Satyricon – Now, Diabolical (2006, Roadrunner Records, gościnnie)
- Satyricon – The Age of Nero (2008, Roadrunner Records, gościnnie)
- Slagmaur – Von Rov Shelter (2009, Osmose Productions, mastering)